# Teselare pe laturi
În geometrie o teselare pe laturi este o partiționare a planului în poligoane care nu se suprapun (o teselare) cu proprietatea că reflexie al oricăruia dintre aceste poligoane față de oricare dintre laturile sale este un alt poligon din teselare. Toate poligoanele rezultate trebuie să fie convexe și congruente între ele. Există opt teselări pe laturi posibile în geometria euclidiană,, dar există altele în geometriile neeuclidiene.
Cele opt teselări euclidiene pe laturi sunt:
|                         |                      |                                 |                              |
| Pavare cu dreptunghiuri | Pavare triunghiulară | Pavare pătrată tetrakis         | Pavare kisrombică            |
|                         |                      |                                 |                              |
| Pavare hexagonală       | Pavare rombică       | Pavare trihexagonală romboidală | Pavare triunghiulară triakis |

În primele patru dintre acestea, dalele nu au unghiuri obtuze, iar gradele vârfurilor sunt toate pare. Deoarece gradele sunt uniforme, părțile laterale ale dalelor formează drepte prin pavare, astfel încât fiecare dintre aceste patru teselări poate fi privită alternativ ca un aranjament de drepte. În următoarele patru, fiecare dală are cel puțin un unghi obtuz la care gradul este de trei, iar laturile dalelor care se întâlnesc în acel unghi nu formează drepte ca cele precedente.
Aceste teselări au fost folosite în secolului al XIX-lea de inventatorul David Brewster în proiectarea caleidoscoapelor. Un caleidoscop ale cărui oglinzi sunt dispuse în forma uneia dintre aceste dale va produce aspectul unei teselări pe laturi. Totuși, în teselările generate de caleidoscoape nu pot exista vârfuri de grad impar, deoarece atunci când imaginea dintr-o singură dală este asimetrică nu ar exista nicio modalitate de a reflecta acea imagine în mod consecvent la toate copiile dalei din jurul unui vârf de grad impar. Prin urmare, Brewster a luat în considerare doar teselările pe laturi fără unghiuri obtuze, omițând cele patru care au unghiuri obtuze și vârfuri de gradul trei.